# Karamantsi
Karamantsi (Bulgaars: Караманци) is een dorp in het zuiden van Bulgarije. Het dorp is gelegen in de gemeente Mineralni Bani in oblast Chaskovo. Het dorp ligt 21 km ten zuidwesten van Chaskovo en 190 km ten zuidoosten van Sofia. 

## Bevolking
Op 31 december 2020 telde het dorp 1.282 inwoners, een stijging ten opzichte van het 2011 en 2001, maar een daling ten opzichte van het maximum van 1.306 personen in 1985. In 2011 waren 215 inwoners tussen de 0 en 14 jaar oud (20,3%), 630 inwoners waren tussen de 15-64 jaar (59,4%) en 216 inwoners waren 65 jaar of ouder (20,4%).
| Bevolkingsontwikkeling tussen 1934 en 2020          |
| --------------------------------------------------- |
|                                                     |
| Bron: Nationaal Statistisch Instituut van Bulgarije |

Het dorp wordt nagenoeg uitsluitend bewoond door etnische Turken en is een van de grootste nederzettingen met een Turkse bevolking.
| Etnische samenstelling van de respondenten (2011) | Etnische samenstelling van de respondenten (2011) | Etnische samenstelling van de respondenten (2011) | Etnische samenstelling van de respondenten (2011) | Etnische samenstelling van de respondenten (2011) |
| ------------------------------------------------- | ------------------------------------------------- | ------------------------------------------------- | ------------------------------------------------- | ------------------------------------------------- |
|                                                   |                                                   |                                                   |                                                   |                                                   |
| Bulgaren                                          | Bulgaren                                          |                                                   | 0,0%                                              | 0,0%                                              |
| Turken                                            | Turken                                            |                                                   | 99,8%                                             | 99,8%                                             |
| Roma                                              | Roma                                              |                                                   | 0,0%                                              | 0,0%                                              |
| Anders/Onbekend                                   | Anders/Onbekend                                   |                                                   | 0,2%                                              | 0,2%                                              |